# Miguel García "Candiota"
Miguel Candiota García Maldonado (Albuñol, 27 de julio de 1936 - Granada, 9 de noviembre de 2007)
 fue un trovador y poeta español.

## Biografía
Nació en el cortijo Los Rivas,
en el término de Albuñol (provincia de Granada). De niño se marchó con su familia al cortijo Candiota ―en Murtas―, y de aquí le viene el sobrenombre de Candiota, con el que era conocido en los ambientes troveros.
Con ocho años comenzó a cantar versos improvisados en el estilo tradicional de La Alpujarra, comarca natural situada entre las provincias de Almería y Granada, donde a este arte se le denomina trovo. La música del trovo alpujarreño es un fandango primitivo llamado fandango cortijero, que es una de las raíces del actual cante flamenco.
Improvisando quintillas cantadas al son de la guitarra, el violín y la bandurria, "Candiota" vigorizó este arte poético rural y lo introdujo en ciudades, medios de comunicación y festivales. 
En la década de 1980 normalizó, junto al trovador José López Sevilla, el uso de la décima espinela en el trovo de La Alpujarra por influencia de los hermanos Fuentes, poetas de Las Norias-El Ejido (Almería) y de los troveros de Cartagena y Àguilas, en Murcia.
Desde 1990, año en que se inició el intercambio de los trovadores de La Alpujarra con los de otros países, y hasta su muerte, "Candiota" viajó por Europa e Iberoamérica para improvisar sus versos en festivales y se convirtió en un importante referente de la poesía improvisada a nivel internacional.
Sus versos, tanto los improvisados como los escritos, tienen un alto valor poético y social.
Entre 1979 y 1983 fue concejal en el Ayuntamiento de Dalías por el Partido Comunista de España.
Activo hasta días antes de morir, compuso miles de poemas orales, de los cuales se conserva grabada una parte significativa; otros han visto la luz gracias a Criado ―De trovo con Candiota y El trovo en el Festival de Música Tradicional de La Alpujarra (1982-1991)―.
En sus últimos años tuvo algunos problemas de visión, aunque murió a causa de problemas cardíacos,
el 9 de noviembre de 2007
a los 71 años.
El centro de usos múltiples de Las Norias ―donde Candiota vivió las últimas cuatro décadas de su vida― lleva su nombre.